# Lepidochrysops titei
Lepidochrysops titei är en fjärilsart som beskrevs av Dickson 1976. Lepidochrysops titei ingår i släktet Lepidochrysops och familjen juvelvingar. IUCN kategoriserar arten globalt som sårbar. Inga underarter finns listade i Catalogue of Life.